# Conferencia de prensa en Four Seasons Total Landscaping
El 7 de noviembre de 2020, cuatro días después de las elecciones presidenciales de Estados Unidos de ese año, Rudy Giuliani, exalcalde de Nueva York y abogado personal del entonces presidente de los Estados Unidos, Donald Trump, ofreció una conferencia de prensa en Four Seasons Total Landscaping, una pequeña empresa de paisajismo en el vecindario de Holmesburg, en el noreste de Filadelfia, Pensilvania, Estados Unidos. El evento se llevó a cabo en la puerta del garaje y el estacionamiento de la compañía para discutir el estado de las impugnaciones legales de la campaña de Trump al proceso de escrutinio en el estado, donde la ventaja temprana en las elecciones del presidente sobre Joe Biden se había convertido en un déficit luego de que se empezaran a contarse votos por correo de Filadelfia, históricamente una ciudad fuertemente demócrata.
El inesperado lugar de la conferencia de prensa, un negocio de jardinería local ubicado cerca de un sex shop y un crematorio, generó especulaciones de que la campaña de Trump tenía la intención de reservar el exclusivo Four Seasons Hotel de Filadelfia, a cinco cuadras del Centro de Convenciones de Pensilvania, donde los votos de Filadelfia estaban siendo contados. Poco después de que Giuliani comenzara a hablar con los reporteros reunidos, Associated Press proyectó a Biden como el ganador de la votación de Pensilvania y, por lo tanto, de la elección presidencial. Varios medios de comunicación caracterizaron el evento como símbolo del fin de la presidencia de Trump, aunque no había concedido la elección y las acciones legales de su campaña continuaron. El evento fue ridiculizado por periodistas y usuarios de redes sociales. Según se informó, provocó que los abogados del equipo legal que la campaña de Trump había reunido para impugnar los resultados de las elecciones se retiraran de la misma. En respuesta a la conferencia de prensa, se creó una carrera benéfica con la temática de Four Seasons, y la empresa de paisajismo misma capitalizó la atención recién descubierta vendiendo camisetas y otros productos.

## Antecedentes
Después del día de las elecciones en los Estados Unidos el 3 de noviembre de 2020, los funcionarios electorales de Filadelfia habían establecido esfuerzos de conteo de votos ausentes en el Centro de Convenciones de Pensilvania en Center City, como se conoce localmente al centro de Filadelfia. Las calles de la zona se habían llenado de manifestantes que apoyaban a cada candidato.
El 5 de noviembre, los portavoces de la campaña presidencial de Donald Trump, Corey Lewandowski y Pam Bondi, intentaron hablar con los medios de comunicación en las afueras del centro de convenciones sobre un fallo judicial que permitió a los observadores de la campaña estar más cerca de las mesas de conteo. Los manifestantes pro-Biden cercanos tocaron «Party» de Beyoncé tan fuerte que Bondi no pudo ser escuchada. Lewandowski decidió que la campaña de Trump necesitaba encontrar un lugar donde tal interrupción fuera menos probable, en una parte de la ciudad donde los votantes habían apoyado más la candidatura de Trump.
A principios del 7 de noviembre, Trump tuiteó la ubicación de la conferencia de prensa como simplemente «Four Seasons». Poco después emitió otro tuit, aclarando que el lugar era Four Seasons Total Landscaping. Según The New York Times, el equipo de Trump tenía la intención de realizar la conferencia de prensa en la empresa de paisajismo, pero el presidente pensó que se referían al exclusivo Four Seasons Hotel Philadelphia en el centro de Filadelfia. «En realidad, el error no estuvo en la reserva, sino en un juego de teléfono confuso», escribió The New York Times. A las 10:45 a. m., el hotel verificó que el evento tendría lugar en la empresa de paisajismo.
El reportero de PBS Daniel Bush dijo que un representante anónimo de la compañía le dijo que la campaña de Trump había llamado y dijo que su ubicación «estaba cerca de una salida en la Interestatal 95 y era segura, y por eso querían usarla». El líder del barrio republicano local le dijo a The Philadelphia Inquirer que no se le notificó con anticipación y que ni la propietaria del Four Seasons, Marie Siravo, ni nadie de su familia estaban particularmente involucrados en la política local. Ella había expresado su apoyo a Trump en una publicación de Facebook en agosto, pero no fue excepcionalmente vocal, diciendo que «no es necesario que lo invitemos a cenar».
Más tarde se reveló que una hora antes de que se anunciara el evento por primera vez, un miembro del personal de Trump había llamado al director de ventas de Four Seasons Total Landscaping, Sean Middleton, para preguntarle si la compañía estaría dispuesta a organizar una conferencia de prensa. Después de aceptar que la campaña echara un vistazo, Middleton condujo hasta el lugar para reunirse con Michael Siravo, director de operaciones e hijo de Marie Siravo. La reunión duró alrededor de 10 minutos, momento en el que se decidió el lugar.

## Evento

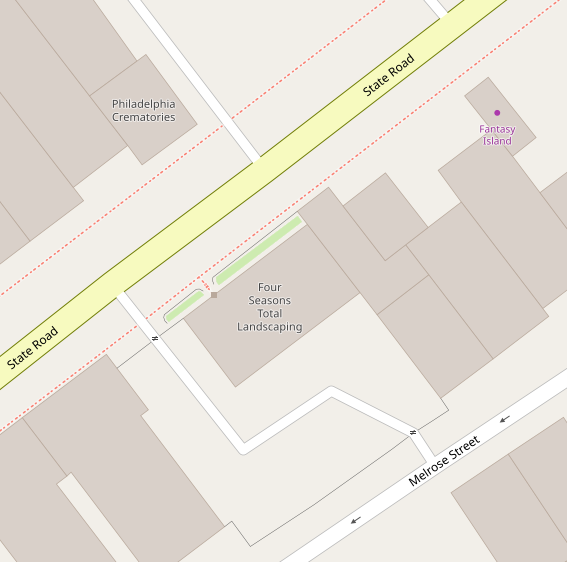
Empresas en State Road, Filadelfia.

Los periodistas que llegaron al lugar tomaron nota del vecindario circundante. «Fue en esa parte de la ciudad que tiene toda ciudad, donde las empresas que no tienen derecho a agruparse se reúnen por una razón u otra, generalmente la renta barata», observó el periódico británico The Independent. Four Seasons está en la misma cuadra que un sex shop y al otro lado de la calle de un crematorio. Antes de que comenzara la conferencia de prensa, un periodista presente anunció que CNN acababa de proyectar la victoria de Biden. El abogado personal de Trump, el exalcalde de Nueva York Rudy Giuliani tampoco ofreció ninguna explicación de por qué la conferencia de prensa se estaba llevando a cabo en ese lugar.
En el estacionamiento de Four Seasons, con la ayuda de Lewandowski y Bondi, se había colocado un atril frente a la puerta de un garaje empapelado con carteles de la campaña de Trump en rojo y azul. Se habían instalado altavoces y un micrófono. Giuliani y Lewandowski entraron con un grupo de personas que los primeros identificaron como observadores electorales a quienes, según dijeron, se les había impedido observar adecuadamente el procedimiento de conteo de votos. En referencia a los observadores electorales, Giuliani afirmó que «son sólo dos o tres de las 50 personas que hasta ahora nos han dado declaraciones, declaraciones juradas, grabaciones. Vamos a tener muchos, muchos testigos». También estuvo presente el amigo de Giuliani, Bernard Kerik, quien ocho meses antes en febrero de 2020 había recibido un indulto presidencial por delitos que incluían fraude fiscal y mentir a funcionarios de la Casa Blanca.
Durante la conferencia de prensa, mientras Giuliani afirmaba lo sólido que era su caso, un reportero interrumpió para decir que todas las principales cadenas de noticias estaban proyectando la victoria de Biden. Giuliani preguntó «¡¿Qué cadenas?!», a lo que el corresponsal de Sky News, Mark Stone, respondió diciendo «Todas». Giuliani luego respondió mirando hacia el cielo y simulando una pose de crucifixión, diciendo: «Come on, don't be ridiculous. Networks don't get to decide elections. Courts do.» («Vamos, no seas ridículo. Las cadenas no pueden decidir las elecciones. Los tribunales sí»). Giuliani también expresó en referencia a Trump que «Obviamente, no va a conceder cuando hay al menos 600 000 votos en cuestión». Mientras Giuliani hablaba, algunos reporteros empezaron a empacar su equipo y se fueron, antes de que él terminara y los observadores de las urnas hubieran hablado.

### Alegaciones
Giuliani dijo que Filadelfia «tiene un triste historial de fraude electoral», incluidas supuestamente boletas enviadas por personas fallecidas, mencionando específicamente al boxeador Joe Frazier y al padre del actor Will Smith. Las afirmaciones, que potencialmente se originaron en un blog pro-Trump el día antes del evento, fueron rápidamente desestimadas por los funcionarios de la ciudad de Filadelfia. Después de examinar los casos de Frazier y Smith, así como una lista de otros, el comisionado republicano de la ciudad Al Schmidt le dijo al corresponsal de la Casa Blanca, Kaitlan Collins, que «ni uno solo votó en Filadelfia después de su muerte».
Sin mencionar una cantidad específica, Giuliani también afirmó que «aquí ciertamente hay suficiente evidencia para descalificar un cierto número de boletas».
Lewandowski citó un caso de lo que dijo era una votante de Pensilvania fallecida documentada, Denise Ondick, de Homestead en el condado de Allegheny, cerca de Pittsburgh. Según su obituario en línea, murió el 22 de octubre. Los registros de votación muestran que se le envió una boleta por correo dos días después; el 2 de noviembre, el sistema de seguimiento del Departamento de Estado de Pensilvania registró la votación. El Inquirer dijo que no estaba claro si eso significaba que realmente se había contabilizado.
La familia de Ondick confirmó que había recibido una solicitud de boleta de voto a distancia; su hija dijo que había ayudado a su madre, que planeaba votar por Trump, a llenarlo dos días antes de su muerte y los registros estatales muestran que la solicitud fue recibida el día después de la muerte de Ondick. Pero no había enviado la boleta por correo después de la muerte de su madre, y dijo que su padre no recordaba haberlo hecho. Ella no creía que sus padres violarían la ley intencionalmente.
Lewandowski dijo que las pruebas citadas no eran empíricas ni anecdóticas y que eran pruebas contundentes, una de las muchas pruebas que se presentarían ante el tribunal. Los funcionarios electorales en el condado de Allegheny dijeron que investigarían. Nunca se presentó una denuncia oficial; el condado remitió el asunto a su departamento de policía.

## Secuelas
Un periodista lo comparó con la aparición del dictador libio Muamar Gadafi conduciendo un carrito de golf y portando un gran paraguas cuando las fuerzas de la OTAN comenzaron a bombardear el país para apoyar una rebelión de 2011. «Tenía la intención de proyectar perseverancia y fuerza, tuvo el efecto contrario». Adam Gabbatt de The Guardian informó que el nombre de la empresa «rápidamente se convirtió en sinónimo de la incompetencia de los políticos».
El evento también fue criticado por presentar de manera prominente a un delincuente sexual convicto, aunque Giuliani le dijo más tarde al New York Daily News que desconocía la historia del hombre.
El 12 de noviembre, CNN informó que Lewandowski, uno de los oradores en la conferencia de prensa, había dado positivo por COVID-19. Si bien Lewandowski estuvo presente en la fiesta de la noche de las elecciones de Trump, posiblemente haciéndolo parte del brote de COVID-19 en la Casa Blanca responsable de al menos otros tres diagnósticos, dijo que pudo haberlo detectado mientras estaba en Filadelfia, sin especificar Four Seasons Total Landscaping como el sitio de su infección.
El 14 de noviembre, Politico informó que muchos de los abogados que la campaña de Trump había pasado meses reclutando antes de las elecciones decidieron retirarse como resultado de la conferencia de prensa. Según se informó, el evento socavó la estrategia legal de la campaña de Trump para cuestionar los resultados electorales que habían planeado meticulosamente durante meses.
Según una revisión de los informes de divulgación financiera de la campaña de Trump realizada por la cadena local NBCLX, no se realizó ningún pago a Four Seasons por el alquiler de las instalaciones en función de los gastos del 15 de octubre al 23 de noviembre informados por la campaña o los comités de acción política (PAC) relacionados, Trump Victory and Save America.

### Reacción pública
CNN informó que el evento fue «ampliamente ridiculizado». Atrajo humor y parodia en las redes sociales, donde se asumió que la campaña de Trump había cometido un error con la reserva, y se comparó con percances similares en la series de sátira política Veep y The Thick of It. «Four Seasons Total Landscaping» se convirtió en el 21.° tendencia más popular en Twitter, al día siguiente estaba en el número uno. Los usuarios de Yelp publicaron reseñas a un flujo que activó una alerta de «actividad inusual», que inhabilitó temporalmente la publicación de contenido en la página pendiente de investigación para determinar la legitimidad de las vistas. Los visitantes llegaban al edificio para tomarse fotografías con las puertas de la empresa y el logotipo de fondo. Algunos crearon juegos de Lego simulados.
Dos corredores de Filadelfia, Chip Chantry y Jeff Lyons, presentadores del podcast Junk Miles with Chip & Jeff, anunciaron la organización benéfica «Fraud Street Run» («Corrida por la calle del fraude», un juego de palabras con la corrida anual de la ciudad Broad Street Run) para el 29 de noviembre, cubriendo las 11 millas (18 km) desde el negocio de jardinería hasta el hotel. Posteriormente, los organizadores decidieron convertirlo en una carrera virtual, ya que no creían que fuera posible mantener el distanciamiento físico durante el evento. Los 2100 participantes de todo el mundo debían correr a cualquier lugar que eligieran ese día, incluido el curso planificado, y subir una foto de ellos mismos corriendo a las redes sociales. El evento resultó ser más popular de lo que anticiparon, recaudando más de $ 61 000 para el banco de alimentos Philabundance. El «Fraud Street Bike Ride» fue organizado por la Coalición de Bicicletas del Gran Filadelfia para proporcionar donaciones adicionales e incluyó una ruta para bicicletas con carriles para bicicletas y senderos de usos múltiples a lo largo del río Delaware.
Se lanzó una petición en Change.org que pedía que la ubicación se agregara al Registro Nacional de Lugares Históricos, y se sugirió en broma que si Trump creara una biblioteca presidencial, entonces debería construirse en Four Seasons Total Landscaping.
El escritor de comedia Vinnie Favale creó un portal web dedicado a la conferencia de prensa.

### Reacción de Four Seasons Total Landscaping
Después de la conferencia de prensa, Four Seasons Total Landscaping publicó en Instagram agradeciendo a la policía por su participación. «Gustaría agradecer a los fabulosos hombres y mujeres de Filadelfia vestidos de azul que hicieron de este evento un lugar seguro», escribieron. La biografía de Instagram de la compañía describe a la firma como una «empresa minoritaria propiedad de mujeres ... que hace un gran paisajismo y una remoción perfecta de nieve» y está «tratando de hacer que Estados Unidos vuelva a ser verde de nuevo». Four Seasons Total Landscaping también aclaró que no estaban intentando hacer una declaración política al albergar la campaña de Trump. El 8 de noviembre, Four Seasons anunció que comenzaría a vender camisetas y otros productos a través de su sitio web al día siguiente. Algunos de los artículos a la venta presentaban una redacción basada en los lemas de Trump, como Make America Rake Again («Hacer que Estados Unidos rastrille de nuevo») y Lawn and Order («Césped y orden»). Solo tres semanas después, se habían vendido más de 30 000 camisetas. Las ventas de mercancías, incluidas camisetas, suéteres navideños y máscaras faciales, han ascendido a unos 1,3 millones de dólares. Las ganancias se utilizarán para pagos a proveedores, costos de envío y otros gastos. La compañía también creó un fondo virtual para usar en el software de videoconferencia Zoom.
Hablando en la línea de salida de Fraud Street Run, el director de ventas, Sean Middleton, dijo «Somos del noreste de Filadelfia, podemos reírnos de nosotros mismos» y «Para que salgamos y hagamos una declaración política como Four Seasons Total El paisajismo en el noreste de Filadelfia nunca fue nuestra intención». En una entrevista con Business Insider un mes después del evento, Middleton dijo que todavía estaban recibiendo llamadas de parte de principales medios de comunicación de todo el mundo.

## En la cultura popular
El evento recibió una amplia cobertura en los programas de entrevistas nocturnos estadounidenses, con menciones en The Late Show with Stephen Colbert, Late Night with Seth Meyers, The Late Late Show with James Corden, The Tonight Show Starring Jimmy Fallon, Jimmy Kimmel Live! y The Daily Show. Kate McKinnon de Saturday Night Live mencionó a Four Seasons en una aparición como Giuliani en el segmento de noticias «Weekend Update» del programa, e hizo otra referencia indirecta al mismo un mes después durante la apertura del programa. Conan, en TBS, presentó un video sobre «otros momentos históricos que tuvieron lugar en Four Seasons Total Landscaping», afirmando en broma que «Trump no es la única figura pública a la que le gusta hacer anuncios históricos en esta pequeña empresa de paisajismo en Filadelfia».
El comediante estadounidense Tim Heidecker escribió una canción sobre el evento, y el escritor de comedia británico Michael Spicer creó un anuncio de parodia.
La artista Tracey Snelling creó un modelo de diorama multimedia del sitio y los negocios vecinos, que incluye videos del evento, así como clips de la controvertida aparición de Guiliani en el falso documental Borat, siguiente película documental. La nativa de California que ahora vive en Berlín, planea vender el diorama por hasta $ 15 000.